# Rámcová směrnice o vodách
Rámcová směrnice o vodách (anglicky Water Framework Directive), celým názvem Směrnice Evropského parlamentu a Rady 2000/60/ES ze dne 23. října 2000, kterou se stanoví rámec pro činnost Společenství v oblasti vodní politiky, je směrnice Evropské unie, zavazující členské státy dosáhnout dobrého kvalitativního a kvantitativního stavu vnitrozemských povrchových vod, brakických vod, pobřežních vod a podzemních vod do roku 2015 (za určitých podmínek lze umožnit odklad dosažení dobrého stavu až do roku 2027).
Právní závaznosti nabyla 22. prosince 2000 a do 22. prosince 2003 ji byly členské státy Evropské unie povinny transponovat do svých národních předpisů. V rámci České republiky proběhla transpozice prostřednictvím zákonů č. 254/2001 Sb., o vodách a změně některých zákonů (vodní zákon), ve znění pozdějších předpisů, č. 274/2001 Sb., o vodovodech a kanalizacích pro veřejnou potřebu a o změně některých zákonů (zákon o vodovodech a kanalizacích), ve znění pozdějších předpisů, a č. 258/2000 Sb., o ochraně veřejného zdraví a o změně některých souvisejících zákonů, ve znění pozdějších předpisů, a souvisejících právních předpisů.